# هورامان

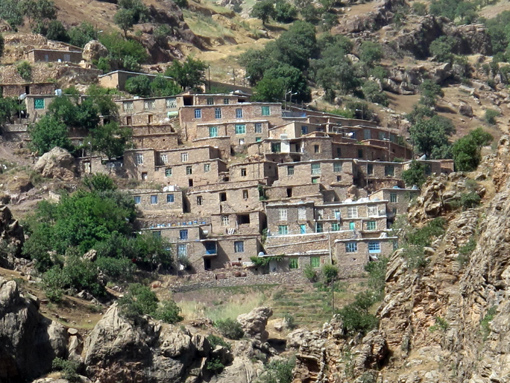
هورامان

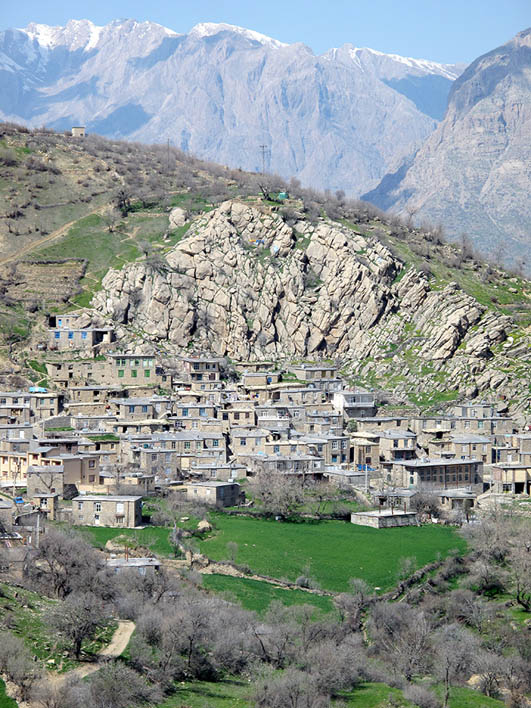
قرية كردية نموذجية في هورامان، محافظة كردستان سنة 2015

هورامان (بالكردية: هه‌ورامان، Hawraman‏) (بالفارسية: اورامان) هي منطقة جبلية تقع ضمن محافظتي كردستان وكرمانشاه في غرب إيران وفي شمال شرق إقليم كردستان في العراق. تقع على هذه السلسلة مدن مريوان وباوه في الجانب الإيراني ومدينة حلبجة وناحية خورمال في الجانب العراقي. معظم سكان هذه المنطقة يتحدثون اللهجة الهورامية والتي هي جزء من اللهجة الكورانية والتي هي فرع من اللغة الكردية. كما أن هذه المنطقة تضم عدداً من أتباع الطائفة اليارسانية. وهي مشهورة بطبيعتها الخلابة والماء الصافي العذب والطيور بأنواعها وعدد وفير من الخراف والأبقار والماعز.
ومن الناحية الفنية، فأن سكان هورامان لديهم نبرة صوت خاصة وأغانيهم مشهورة وهي تتكون من أنواع: منها البطيء لتكوين مزاج هادئ، ومنها الرقص السريع (دبكة).

## المحاصيل الزراعية
تشتهر هورامان بزراعة الجوز والمشمش والخوخ والرمان. وينتشر في حدود محافظة حلبجة الواقعة قرب الشريط الحدودي بين العراق وإيران من جهة شمال الشرق، أكثر من خمسة وثمانين ألف شجرة جوز و12 ألف دونم من البساتين المثمرة.

## اُنظر أيضاً
- الشبك